# Коберг
Коберг (нім. Koberg) — громада в Німеччині, розташована в землі Шлезвіг-Гольштейн. Входить до складу району Герцогство Лауенбург. Складова частина об'єднання громад Зандеснебен-Нуссе.
Площа — 11,98 км2. Населення становить 796 ос. (станом на 31 грудня 2020).

## Галерея

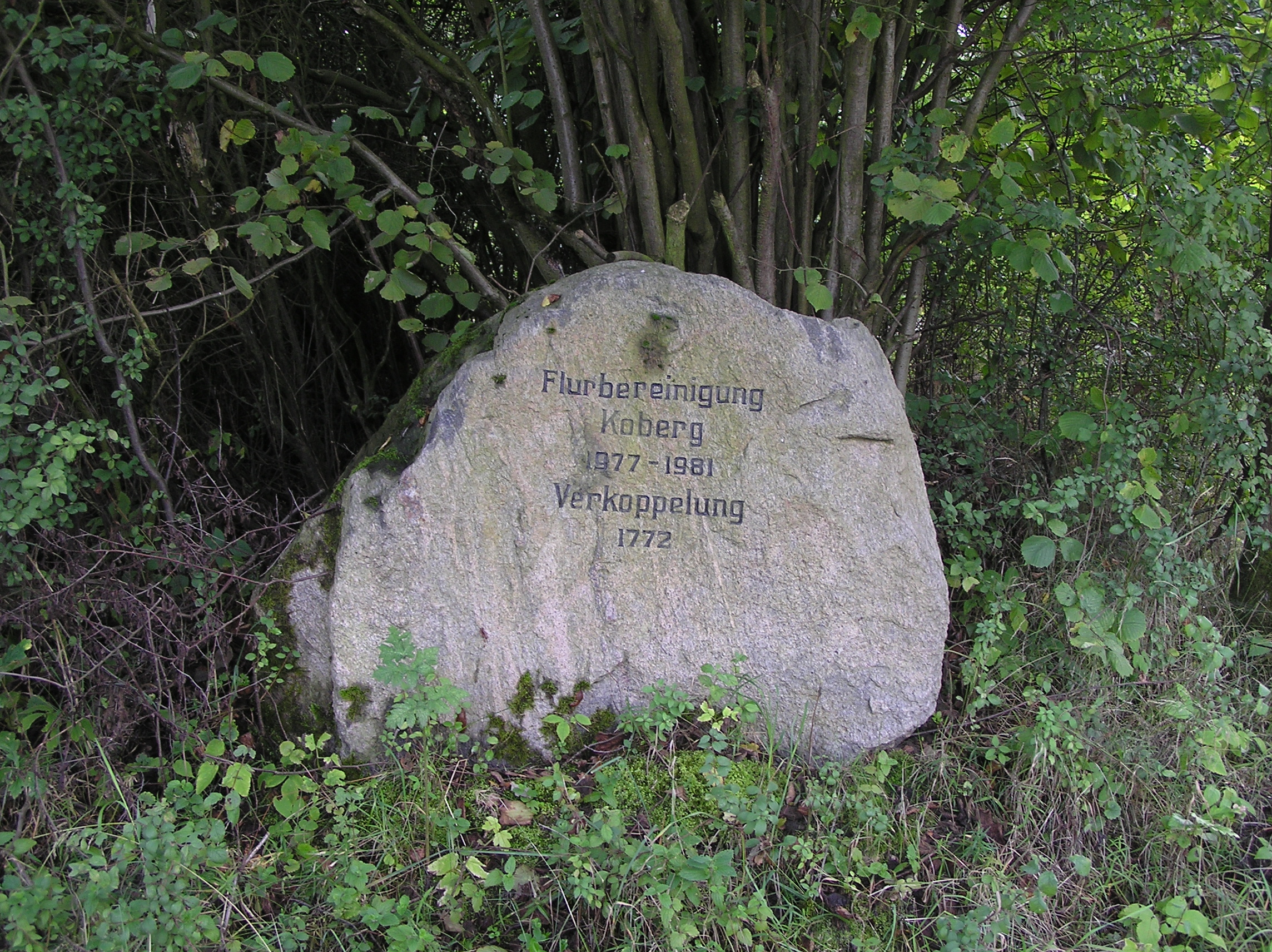